# Resolució 1647 del Consell de Seguretat de les Nacions Unides
La Resolució 1647 del Consell de Seguretat de les Nacions Unides fou adoptada per unanimitat el 20 de desembre de 2005. Després de recordar totes les resolucions anteriors sobre les situacions a Libèria i Àfrica Occidental, el Consell va ampliar les sancions, incloent-hi un embargament d'armes, prohibicions sobre la venda de diamants i fusta i restriccions de viatge per a determinats funcionaris.

## Resolució

### Observacions
El Consell de Seguretat va començar acollint amb beneplàcit la conducta reeixida de les eleccions a Libèria, que considerava un pas important cap a la pau i l'estabilitat del país. Va donar la benvinguda al compromís d'Ellen Johnson-Sirleaf de reconstruir Libèria per beneficiar al poble.
Mentrestant, el Consell va concloure que s'havia fet "progressos insuficients" en matèria de compliment de les condicions de les resolucions 1521 (2003) i 1532 (2004), que van imposar sancions a Libèria.

### Actes
Actuant en virtut del Capítol VII de la Carta de les Nacions Unides, el Consell va prorrogar l'embargament d'armes i les restriccions de viatge per un període de dotze mesos i les restriccions a la venda de diamants i fusta per un període de sis mesos. Les mesures serien revisades a petició del govern de Libèria.
La resolució va donar la benvinguda a la determinació de la presidenta Ellen Johnson-Sirleaf per complir els criteris requerits i va encoratjar al nou govern del país a participar en la reforma forestal i la gestió dels recursos de diamants. A més, va acollir amb satisfacció l'assistència prestada pel govern de Libèria a la Missió de les Nacions Unides a Libèria.
Un panell d'experts que vigilava l'aplicació de les sancions contra el país tenia el seu mandat estès fins al 21 de juny de 2006.